# Plößnitz (Landsberg)
Plößnitz ist ein Ortsteil der Ortschaft Braschwitz in der Stadt Landsberg im Saalekreis im Bundesland Sachsen-Anhalt, Deutschland.

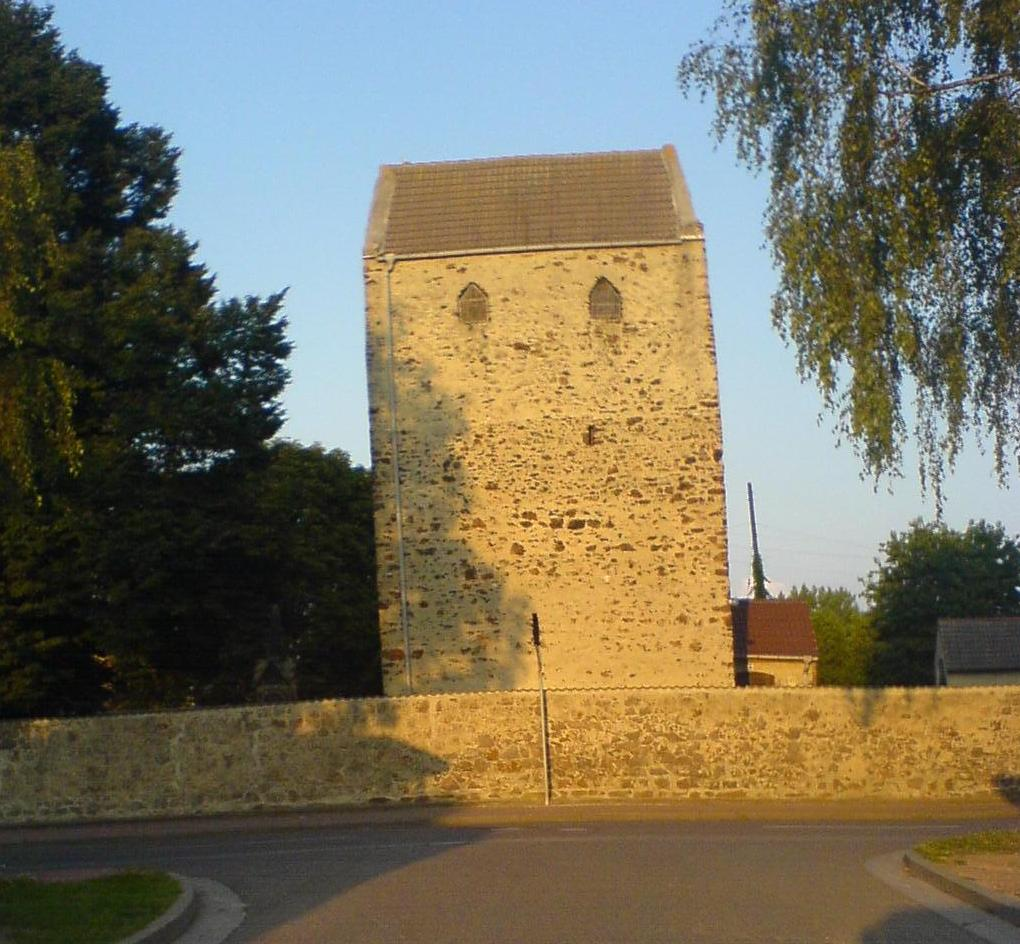
Plößnitzer Kirche

## Geographie und Geologie
Plößnitz liegt im Quellgebiet der Reide mit den angrenzenden Orten Braschwitz (im Süden), Niemberg (im Nordosten) sowie Maschwitz und Oppin (im Westen bzw. Nordwesten). Der kleine Ort liegt im Durchschnitt 99 Meter über NN. Der Ortsname Plößnitz lässt sich anhand onomastischer Untersuchungen auf den slawischen Namen Plaesovici zurückführen, was so viel bedeutet wie "Sumpfburg". Das Dorf wird in seiner Mitte von der Kreisstraße 2135 durchquert und somit in eine alte (östlich der Kreisstraße) und neue Siedlung (westlich) geteilt.

## Geschichte

### Frühgeschichte

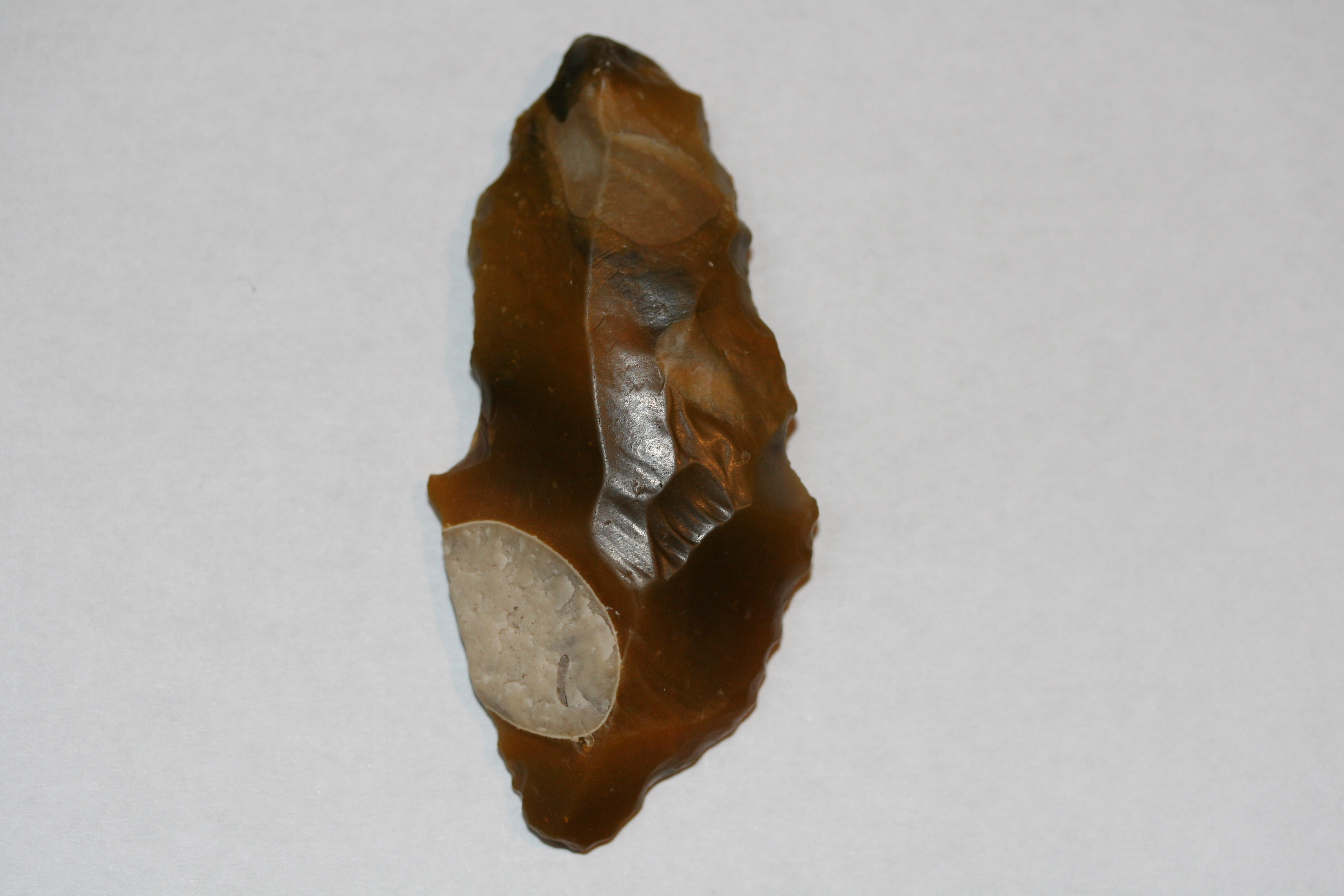
Feuersteinklinge aus Plößnitz

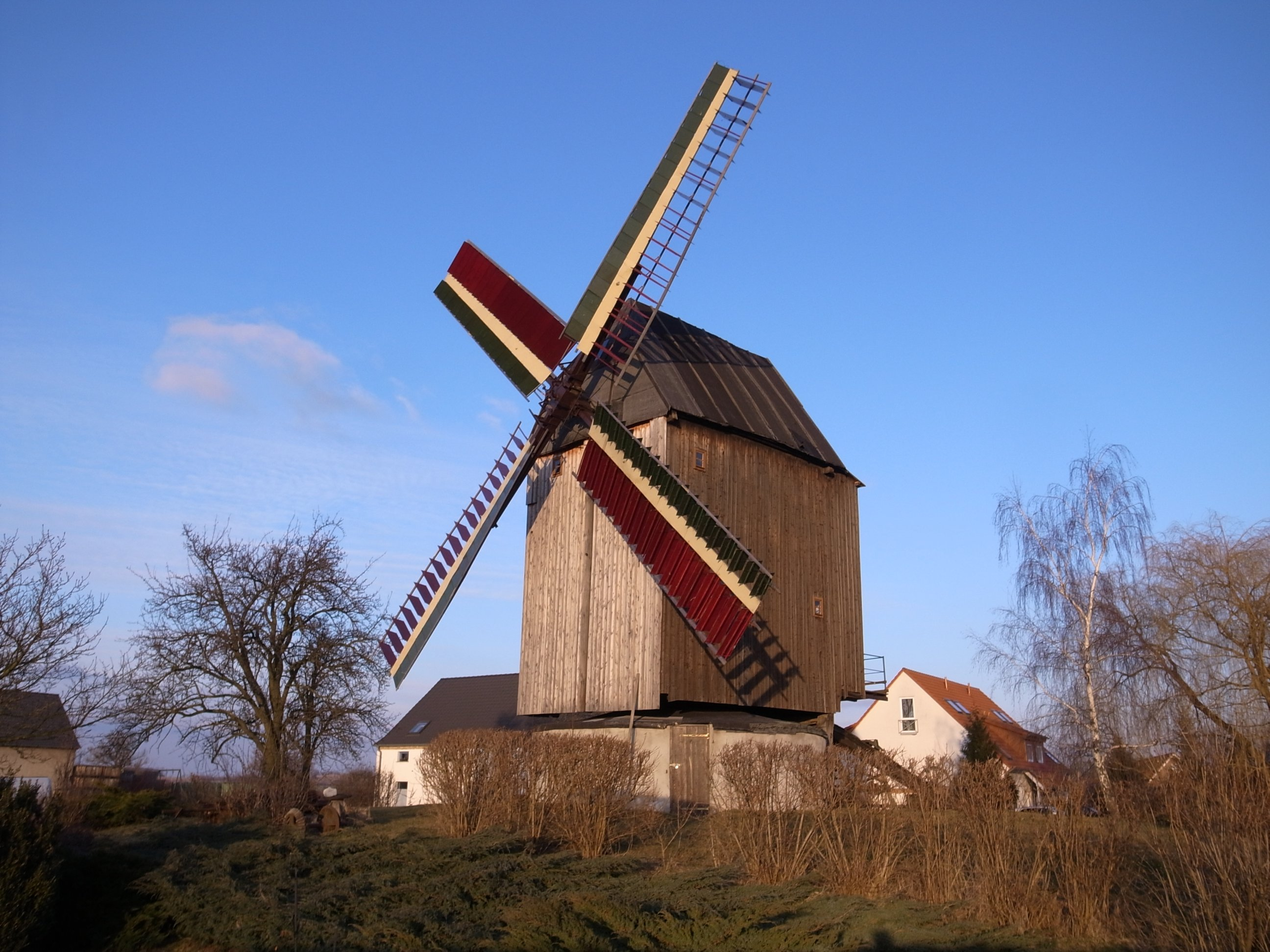
Bockwindmühle in Plößnitz

Aus dem Archiv des Landesamtes für Denkmalpflege und Archäologie sind mehrere vorgeschichtliche Fundplätze bekannt, die eine Besiedlung seit dem Mittelneolithikum (mittlere Jungsteinzeit), also um das 5. Jahrtausend v. Chr. wahrscheinlich machen. Dazu zählt ein durch Luftbildaufnahmen (Otto Braasch, 1991) nachgewiesenes trapezförmiges Erdwerk etwa 1 Kilometer östlich vom Ort gelegen, nördlich der Bahnlinie Halle-Köthen. Durch Vergleich mit anderen Befunden wird angenommen, dass dieses Erdwerk einst ein trichterbecherzeitliches Hügelgrab war. Bekannt ist, dass in älteren Quellen an dieser Stelle von einem Schlagwitzberg die Rede ist. Dieser Name ist ein weiterer Hinweis darauf, dass an dieser Stelle einst ein weithin sichtbarer Hügel stand. Wie viele andere Grabhügel, wird auch dieser dem Abtragen der fruchtbaren Erde zum Opfer gefallen sein. Nur wenige hundert Meter südöstlich befindet sich der Ochsenberg, bei dem es sich vermutlich um einen weiteren ehemaligen Grabhügel handelt.
Ebenfalls durch Luftbildaufnahmen nachgewiesen (O. Braasch, 1991) ist ein quadratisches, etwa 100 × 100 m großes Doppelgrabenwerk, welches sich auf Grund der umliegenden typischen Grabgruben (ebenfalls im Luftbild zu erkennen) in die Vorrömischen Eisenzeit (5.-1. Jahrhundert v. Chr.) datieren lässt. Bisher konnten jedoch keine aussagekräftigen Lesefunde nachgewiesen werden. Hydrogeologische Karten des Landesamtes für Geologie und Bergwesen Sachsen-Anhalt zeigen deutlich, dass diese Siedlung dicht am einstigen Sumpfgebiet (entlang der heutigen Rieda) erbaut worden war.
Aufgrund der alten Dorfanlage gilt Plößnitz als Rundling. Während der Besiedlung durch die Slawen im 7. und 8. Jahrhundert wurde der Turm der späteren Dorfkirche St. Katharina erbaut. Er ist die einzige noch sichtbare Hinterlassenschaft aus slawischer Zeit. Doch soll sich wenige hundert Meter nordwestlich des Ortes, an die Flur von Oppin grenzend, die Odenburg (Alte Burg) befunden haben. In diesem Namen könnte sich die Erinnerung an eine einst slawische Niederungsburg im Gebiet des heutigen Plößnitz erhalten haben.

### Erste Ortserwähnung bis zur Gegenwart
Mit der zunehmenden Christianisierung und der Vorherrschaft der Franken kamen Flamen in diese Gegend. In Plößnitz schufen sie die Katharinakirche, indem sie den bestehenden Turm durch ein Schiff in Richtung Osten erweiterten. Plößnitz wurde Wallfahrtsort; die Pilger reisten über den im Süden vorbeilaufenden Ochsenweg heran, um die heilige Madonna zu verehren.
Die erste urkundliche Erwähnung stammt aus dem Jahr 1271. Plößnitz gehörte zum Amt Giebichenstein im Saalkreis des Erzstifts Magdeburg. Mit dessen Angliederung an Preußen gehörte der Ort ab 1680 zum brandenburg-preußischen Herzogtum Magdeburg. Die ältesten Bauernhöfe des heutigen alten Dorfes stammen aus dem 18. Jahrhundert, also aus der Zeit Friedrichs II. und Napoleons. 1750 entstand die unter dem heutigen Namen „Gasthof Mühleneck“ bekannte Schenke an der K2135 am Ortsausgang Richtung Niemberg. Auch die rekonstruierte Bockwindmühle Plößnitz an der Feldwegkreuzung Maschwitz-Oppin stammt aus dieser Zeit. Sie ist heute für Besucher geöffnet.
Mit dem Frieden von Tilsit wurde Plößnitz im Jahr 1807 dem Königreich Westphalen angegliedert und dem Distrikt Halle im Departement der Saale zugeordnet. Er gehörte zum Kanton Halle-Land. Nach der Niederlage Napoleons und dem Ende des Königreichs Westphalen befreiten die verbündeten Gegner Napoleons Anfang Oktober 1813 den Saalkreis. Bei der politischen Neuordnung nach dem Wiener Kongress 1815 wurde der Ort im Jahr 1816 dem Regierungsbezirk Merseburg der preußischen Provinz Sachsen angeschlossen und dem Saalkreis zugeordnet.
Am 20. Juli 1950 wurde Plößnitz nach Braschwitz eingemeindet. Am 20. April 2010 wurde Braschwitz nach Landsberg eingemeindet. Seitdem ist Plößnitz ein Ortsteil der Ortschaft Braschwitz der Stadt Landsberg.

## Einrichtungen und Freizeit
Gleich am Ortseingang (aus Richtung Halle kommend) befindet sich das Kleingartenlokal „Moorkecker“, welches zur Kleingartenanlage „Flora“ gehört. Daneben ist die im Jahre 2006 neu erbaute Kindertagesstätte „Froschkönig“ zu finden, die auch Kinder aus den Ortschaften in der Umgebung aufnimmt. Im alten Dorf befindet sich zudem der Dorfteich mit anliegendem Grün, ein Abwasserpumpwerk sowie der Jugendclub Plößnitz, der von der AWO unterhalten wird. Bis Anfang der 1990er Jahre befanden sich in der Ortsmitte von Plößnitz eine Poststelle und das Wohnheim der LPG „Befreites Land“.
Die Kulturdenkmale des Orts sind im örtlichen Denkmalverzeichnis eingetragen.